# Endwell
Endwell és una concentració de població designada pel cens dels Estats Units a l'estat de Nova York. Segons el cens del 2000 tenia 11.706 habitants.

## Demografia
Segons el cens del 2000, Endwell tenia 11.706 habitants, 5.187 habitatges, i 3.340 famílies. La densitat de població era de 1.228,2 habitants/km².
Dels 5.187 habitatges en un 25,4% hi vivien nens de menys de 18 anys, en un 52,9% hi vivien parelles casades, en un 8,9% dones solteres, i en un 35,6% no eren unitats familiars. En el 31,1% dels habitatges hi vivien persones soles el 14,5% de les quals corresponia a persones de 65 anys o més que vivien soles. El nombre mitjà de persones vivint en cada habitatge era de 2,25 i el nombre mitjà de persones que vivien en cada família era de 2,83.
Per edats la població es repartia de la següent manera: un 21% tenia menys de 18 anys, un 6,1% entre 18 i 24, un 26,7% entre 25 i 44, un 24,6% de 45 a 60 i un 21,5% 65 anys o més.
L'edat mediana era de 42 anys. Per cada 100 dones de 18 o més anys hi havia 86,8 homes.
La renda mediana per habitatge era de 41.212 $ i la renda mediana per família de 51.881 $. Els homes tenien una renda mediana de 40.407 $ mentre que les dones 25.516 $. La renda per capita de la població era de 24.069 $. Entorn del 3,9% de les famílies i el 5% de la població estaven per davall del llindar de pobresa.